# إليسون باربر
إليسون باربر (بالإنجليزية: Ellison Barber)‏ هي صحفية أمريكية، ولدت في 20 أكتوبر 1989.

## وصلات خارجية
- إليسون باربر على موقع IMDb (الإنجليزية)